# シクロヘキサンカルボン酸
シクロヘキサンカルボン酸（英語: cyclohexanecarboxylic acid）は、化学式が C6H11CO2H の有機化合物である。シクロヘキサンのカルボン酸である。無色の油状で、室温付近で結晶化する。

## 合成と反応
安息香酸の水素化で合成する。
シクロヘキサンカルボン酸は、硫酸水素ニトロシルとの反応によってナイロン6の前駆体であるカプロラクタムとなる。また、酸化してシクロヘキセンになる 。
シクロヘキサンカルボン酸は、酸塩化物のシクロヘキサンカルボニルクロリドへの変換を含め、カルボン酸に典型的な反応を示す。

## 関連化合物
- アブシシン酸
- クロロゲン酸
- コリスミ酸
- ジシクロベリン

キナ酸
シキミ酸
トラネキサム酸

- キナ酸
- シキミ酸
- コリスミ酸